# Ardverikie House
Ardverikie House è una storica residenza nobiliare situata presso Kinloch Laggan nell'Inverness-shire in Scozia.

## Storia
Sir John Ramsden acquistò le foreste di Ardverikie e Benalder nel 1871 per 107.500 sterline. Nel 1873 la casa venne distrutta da un incendio. Venne quindi ricostruita tra il 1874 e il 1878 in stile baronale scozzese, all'epoca molto popolare. Il progetto fu affidato all'architetto John Rhind.

## Descrizione
Il palazzo presenta uno stile baronale scozzese.

## Nella cultura di massa
La residenza ha fatto comparsa in diversi film e serie TV, non ultimo in The Crown, dove prende fittiziamente il posto del castello di Balmoral.